# ولوور
ولوور (به انگلیسی: Vellavoor) یک روستا در هند است که در Kottayam district واقع شده‌است.

## خصوصیات
ولوور ۱۷٬۰۳۰ نفر جمعیت دارد.